# Logo Records
Logo Records fue una compañía discográfica británica creada a mediados de la década de los 70 por los ejecutivos Geoff Hannington y Olav Wyper. Originalmente fue, en parte, propiedad de la compañía editorial británica Marshall Cavendish, que en 1977 adquirió el sello Transatlantic Records, propiedad hasta ese momento del Grupo Granada en un 75% y de Nathan Joseph, su fundador, en un 25%. Transatlantic fue integrada en Logo Records.  La compañía contrató a nuevos artistas como The Tourists y Paul Young, y reeditó el catálogo de Transatlantic. Durante la década de los 80, la compañía fue propiedad exclusiva de Geoff Hannington y en los 90, Logo (junto con el catálogo de Transatlantic Records) fue vendida a Castle Communications, posteriormente, Sanctuary Records.

## Artistas de Logo Records
- Marcia Hines
- The Tourist
- Straight Eight
- Vardis
- Alberto Y Lost Trios Paranoias
- Jimmy Hibbert
- Paul Young
- Duncan Browne
- Humphrey Lyttelton
- Accept
- The Books
- Quartz
- Stefan Grossman
- Mick Farren
- Al O'Donnell
- Streetband
- Robert Powell